# Zeevogel

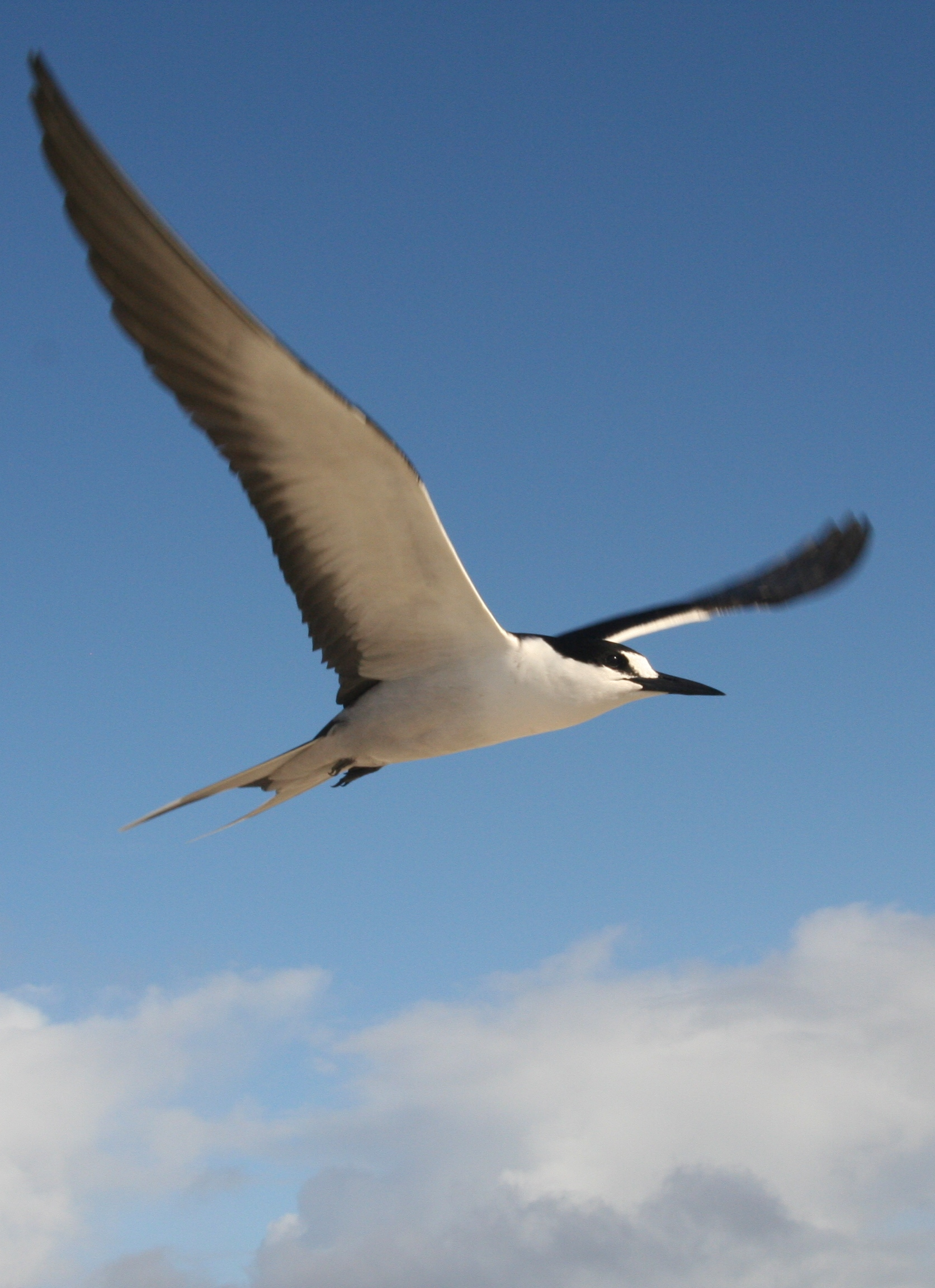
De bonte stern (Onychoprion fuscatus) is een echte zeevogel die jaren boven zee doorbrengt zonder ooit aan land te komen.

Zeevogel is een informele biologisch-ecologische term voor die soorten vogels die zich hebben aangepast op een leven langs of in de buurt van de kust of in de zee. Zeevogels zijn geen taxonomische groep van aan elkaar verwante vogels maar soorten uit verschillende families die gemeen hebben dat ze hun voedsel voornamelijk in zee vangen. De verschillende families hebben diverse gemeenschappelijke aanpassingen op een leven in zee, zoals een gestroomlijnd lichaam en zwemvliezen tussen de tenen. Deze aanpassingen worden gezien als een voorbeeld van convergente evolutie.
Over het algemeen leven zeevogels langer, broeden ze later en hebben ze minder jongen dan andere vogels, ze vertonen echter een intensievere broedzorg. De meeste soorten nestelen in kolonies, deze kunnen variëren in grootte van tientallen tot miljoenen vogels. Veel soorten vertonen ook trekgedrag, waarbij sommigen de evenaar oversteken, of zelfs de wereld rondvliegen. Zeevogels kunnen pelagisch of kustgebonden zijn. Ook is het mogelijk dat ze een groot deel van hun leven juist boven land doorbrengen.
Veel soorten zeevogels worden bedreigd, onder meer door de activiteiten van de visserij: jaarlijks raken honderdduizenden vogels verstrikt in (kieuw)netten.

## Verschillende groepen

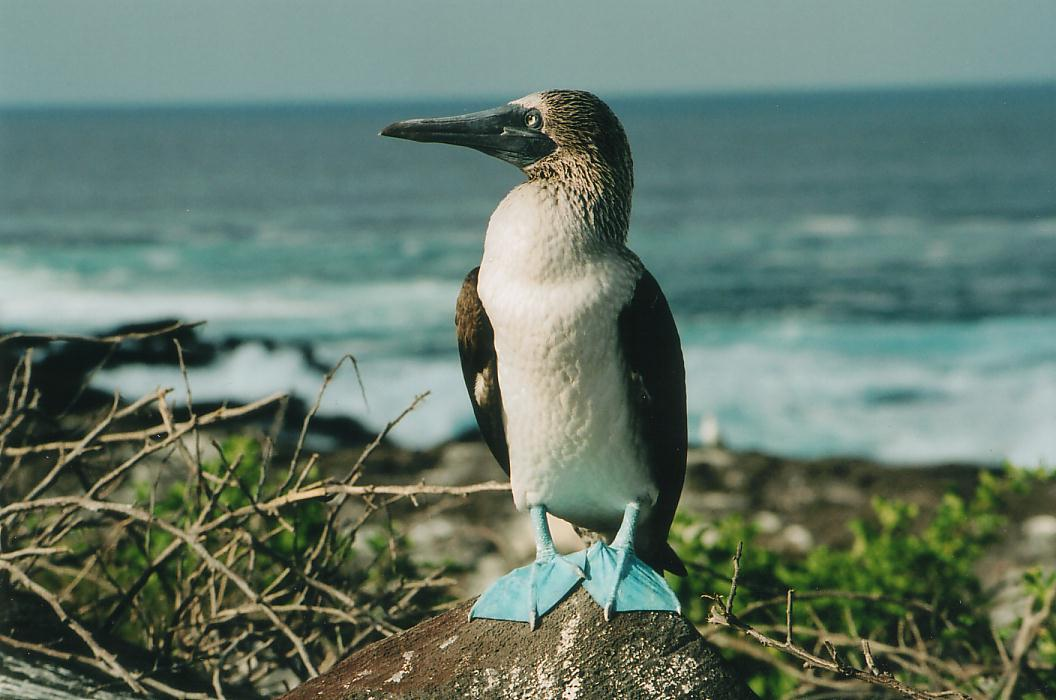
De blauwvoetgent is, zoals veel zeevogels, onhandig op land, maar thuis in de lucht

Er is niet een bepaalde overkoepelende taxonomische definitie van zeevogels. Welke families en geslachten bij de zeevogels worden ingedeeld is dus in zekere zin arbitrair. Of zoals twee ornithologen deze moeilijkheid verwoordden: "De enige gemeenschappelijke eigenschap van zeevogels is dat ze zich voeden in zout water, maar, zoals het wel lijkt met alle statements binnen de biologie, zijn er uitzonderingen." Per definitie worden alle pinguïns en buissnaveligen, alle roeipotigen behalve de slangenhalsvogels en sommige steltloperachtigen (de jagers, meeuwen, sterns, alken en schaarbekken) als zeevogels aangeduid. De franjepoten vallen over het algemeen ook binnen de definitie, ondanks dat ze deel uitmaken van de steltlopers, ze brengen negen maanden per jaar op zee door.
Duikers en futen die nestelen in zoet water, maar meestal overwinteren op zee, worden meestal gerekend tot de watervogels en niet tot de zeevogels. Hoewel er enige zee-eenden zijn binnen de familie anatidae, die de gehele winter op zee doorbrengen, worden ze bij afspraak buiten de groep zeevogels gelaten. Veel steltlopers en reigers leven ook aan de kust, maar worden niet als zeevogels beschouwd.

## Aanpassingen aan leven op zee
Zeevogels hebben verscheidene aanpassingen om op zee te kunnen overleven. De vleugel van een bepaalde soort heeft een vorm die kenmerkend is voor de niche die de soort inneemt, zodat de aan de hand van de vorm en de belasting van de vleugel een wetenschapper de levensomstandigheden van de vogel kan bepalen. Lange vleugels en lage vleugelbelasting zijn typisch voor soorten van de open zee, terwijl duikende soorten kortere vleugels hebben.

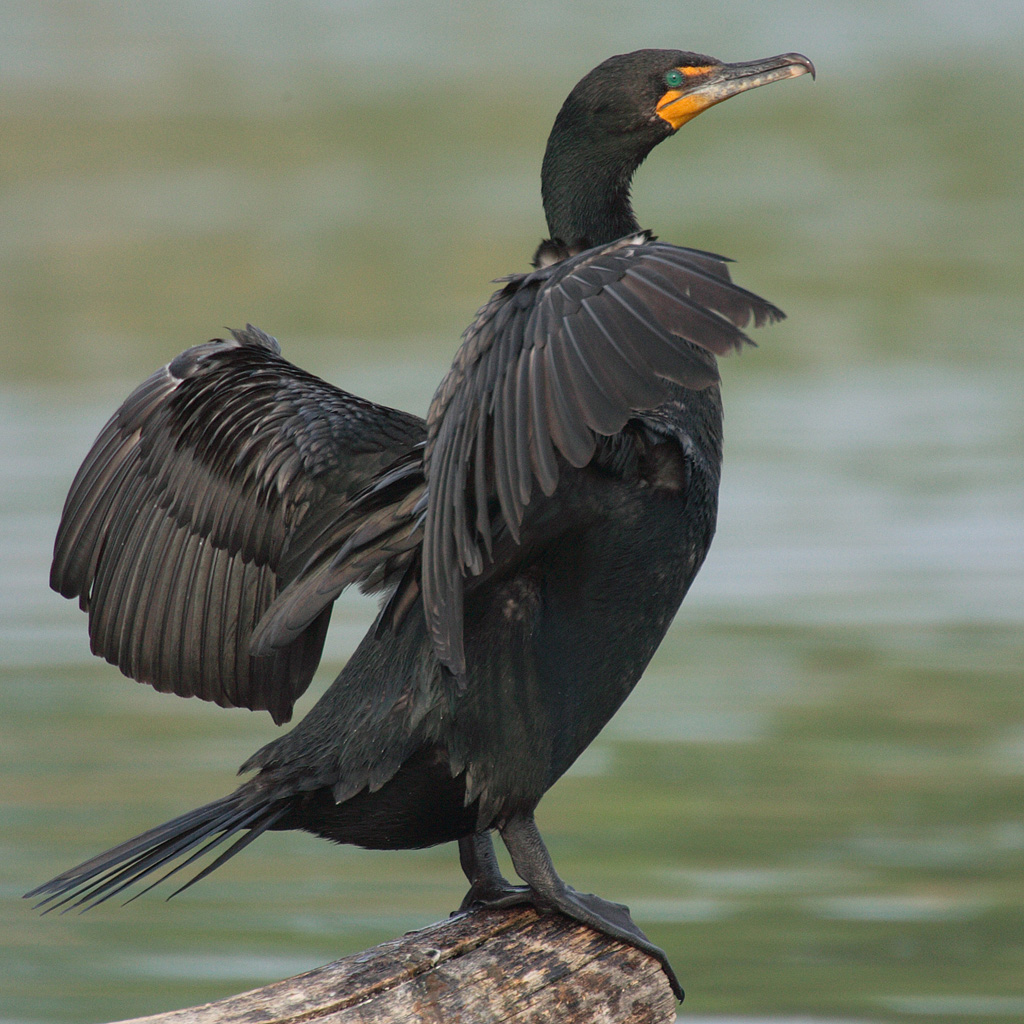
Aalscholvers hebben een verenkleed dat gedeeltelijk waterabsorberend is, waardoor ze kunnen duiken zonder te veel last te hebben van opwaartse kracht

Soorten die op volle zee foerageren, zoals de reuzenalbatros, hebben een beperkte vleugelspierkracht en zijn afhankelijk van hun dynamische zweefvermogen (waarbij lift ontstaat door wind die door de golven afgeketst wordt). Zeevogels hebben ook bijna altijd zwemvliezen om hun loop- en duik- en zwemvermogen te verbeteren. De buissnaveligen hebben tevens een ongebruikelijk sterk ontwikkelde reukzin, die gebruikt wordt om voedsel te vinden op de open oceaan en wellicht ook om broedkolonies (terug) te kunnen vinden.
Zoutklieren worden door zeevogels gebruikt om overtollig zout af te scheiden dat ze binnen krijgen tijdens het eten en drinken en om hun interne osmose te reguleren. De uitscheiding van deze klieren, die zich bevinden in het hoofd van de vogels en uitlopen bij de neusholte, is vrijwel pure natriumchloride.
Met de uitzondering van aalscholvers en enkele sterns hebben alle zeevogels, net als de meeste andere vogels, een waterdicht verenkleed. In vergelijking met landvogels hebben ze echter veel meer veren die hun lichaam beschermen. Dit dichte verenkleed is beter in staat de vogels droog te houden en ze blijven warm door een compacte laag dons. Aalscholvers beschikken over een laag speciale veren die een dunnere luchtlaag bevat in vergelijking met andere duikende vogels en in staat is water te absorberen. Deze aanpassing stelt ze in staat te duiken zonder de opwaartse druk van de lucht in hun veren te moeten weerstaan, maar zorgt er tegelijkertijd dat voor dat de vogels niet te veel warmte verliezen door contact met het water.
Het verenkleed van de meeste zeevogels is minder kleurrijk dan van landvogels. Het palet beperkt zich tot zwart, wit en grijs. Enkele soorten hebben een aantal felgekleurde veren (zoals sommige keerkringvogels of pinguïns), maar de meeste kleur zit bij zeevogels over het algemeen op de snavels en poten. Het verenkleed van zeevogels wordt verondersteld ter camouflage te dienen, zowel in defensief (schepen van de marine hebben over het algemeen vergelijkbare kleurstellingen) als in offensief (de witte onderkant van veel vogels maakt ze tegen een lichte lucht moeilijk zichtbaar voor prooien onder hen) opzicht.

## Trek

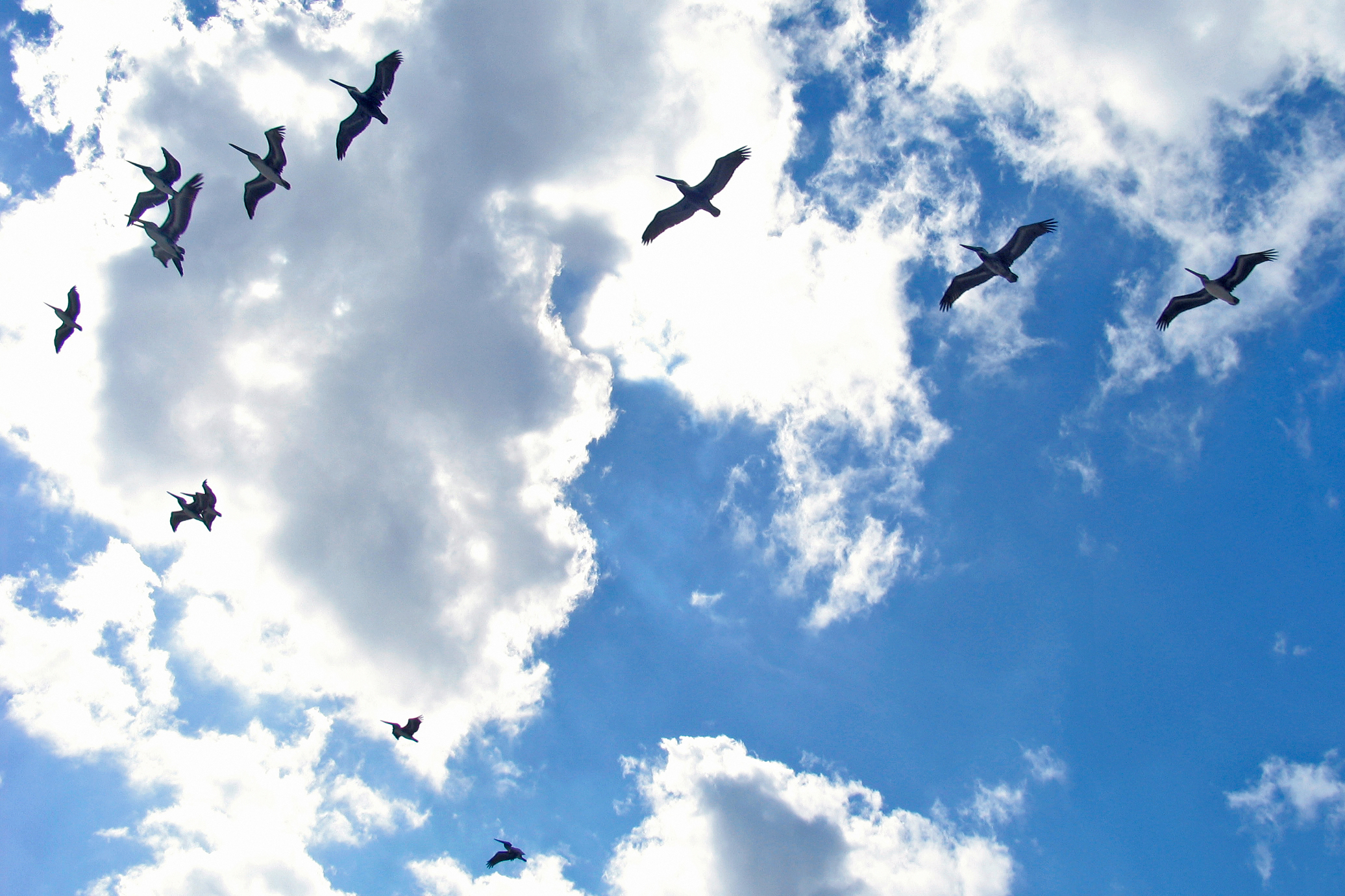
Pelikanen boven Havana, deze vogels komen elk jaar in de winter vanuit Noord-Amerika naar Cuba

Zoals veel vogels trekken de meeste zeevogels weg na het broedseizoen. Van alle vogels heeft de noordse stern de langste route, die gaat over de evenaar naar Antarctica om daar de zuidelijke zomer door te brengen. Andere soorten trekken ook over de evenaar, zowel van noord naar zuid, als van zuid naar noord. Californische kuifsterns broeden rond de Baja California, na het broedseizoen gaat een deel van de populatie naar Californië in het noorden en een ander deel trekt in zuidwaarts, waarbij sommige vogels helemaal tot aan Peru en Chili komen om te profiteren van de voedselrijke wateren van de Humboldtstroom. De grauwe pijlstormvogel heeft een trekroute, die bijna net zo indrukwekkend is als de trek van de noordse stern. De soort broedt in Nieuw-Zeeland en Chili en brengt de noordelijke zomermaanden door op de noordelijke Grote Oceaan voor de kusten van Japan, Alaska en Californië. Een retourtje van 64.000 kilometer.
Andere soorten trekken over minder lange afstanden. Vaak wordt hun verblijflocatie boven zee bepaald door het voedselaanbod. Als de omstandigheden ongunstig worden, zullen zeevogels doortrekken naar plaatsen waar meer eten te vinden is. Na het uitvliegen trekken jonge vogels meestal verder weg dan volwassenen, ook gaan ze over het algemeen naar andere plekken toe dan hun ouders. Ze worden dan ook vaak waargenomen buiten het normale verspreidingsgebied van de soort. Sommige soorten, zoals alken, hebben geen specifieke trekroutes en trekken alleen bij koud naar meer gematigde breedtes. Andere soorten, zoals aalscholvers, zijn standvogels en trekken helemaal niet.

## Voorkomen

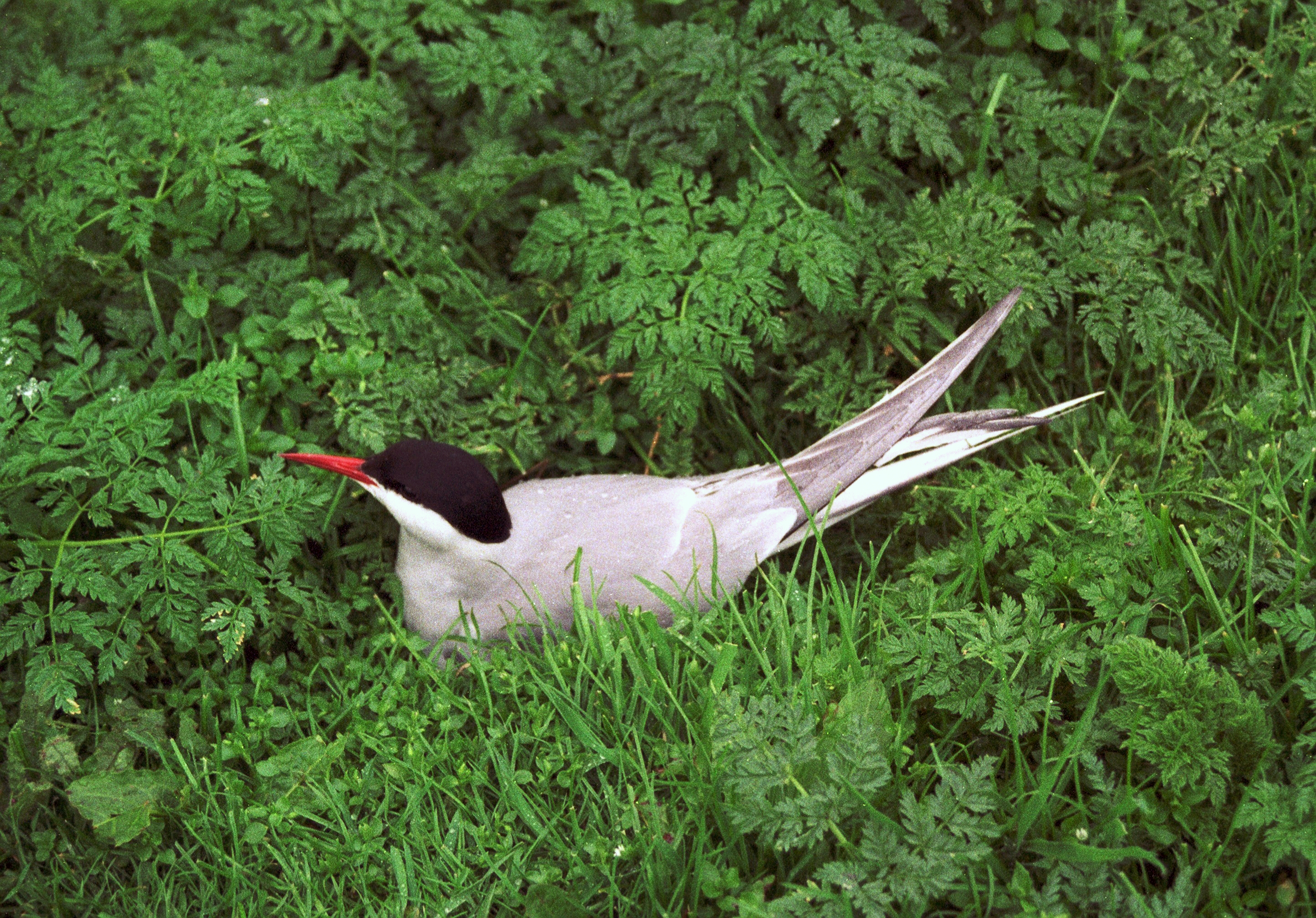
Noordse sterns broeden in en om het noordpoolgebied (in Nederland hoofdzakelijk op Griend) en overwinteren in Antarctica.

### In Nederland en België
In de Benelux broeden verscheidene soorten zeevogels. Dit zijn hoofdzakelijk sterns en meeuwen. Rond de Waddenzee broeden de grote stern, noordse stern, zilvermeeuw, kokmeeuw en kleine mantelmeeuw. In Zeeland is de aanwezigheid van een grote kolonie zwartkopmeeuwen opvallend. Aalscholvers komen ook algemeen voor, maar zijn hier niet zo sterk aan zee gebonden als in andere streken.
Verscheidene soorten die in andere landen broeden, kunnen in het voor of najaar tijdens de trek worden waargenomen. Ook na een zware storm zijn er vaak meer zeevogelwaarnemingen dan anders. Bekende doortrekkers langs de kust zijn onder andere de vorkstaartmeeuw en noordse pijlstormvogel. Jan-van-genten broeden op grote kolonies in buurlanden en zijn soms voor de kust te zien als ze foerageren.

### Op de Antillen
Op de Antillen zijn veel belangrijke broed- en rustplaatsen van zeevogels te vinden. Zo broeden roodsnavelkeerkringvogels op Saba en is er een grote kolonie grote sterns op Aruba. Verder zijn de bruine gent, Amerikaanse fregatvogel en bruine pelikaan opvallende verschijningen op de Antillen.

## Zeevogelfamilies

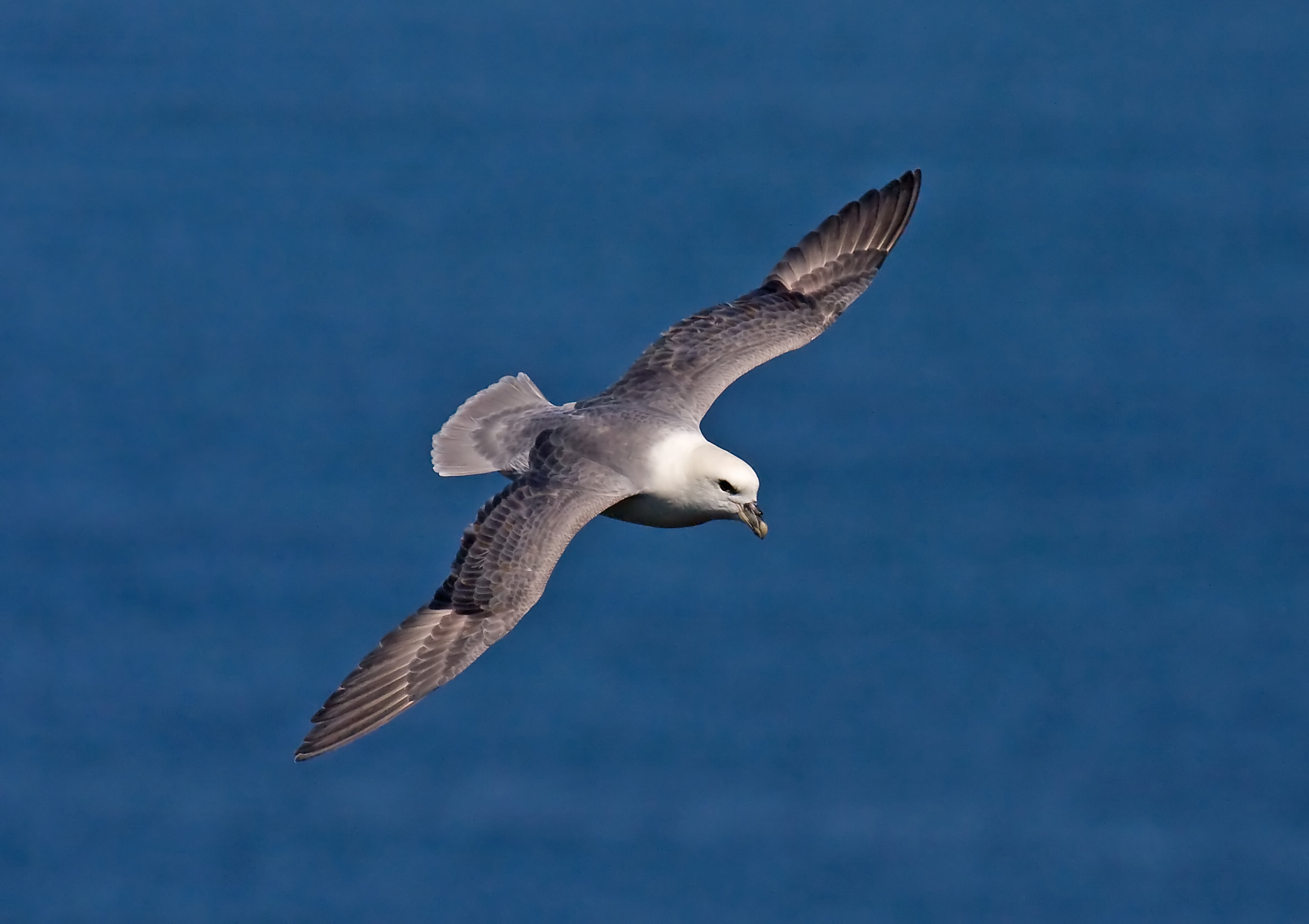
Noordse stormvogel (Fulmarus glacialis)

De volgende groepen vogels hebben een dergelijke op zee aangepaste levenswijze dat ze wel met zeevogels worden aangeduid.
Sphenisciformes (Pinguïns: Antarctica en zuidelijke wateren; 16 soorten)
- Pinguïns (Spheniscidae)

Procellariiformes (Buissnaveligen: pan-oceanisch and pelagisch; 93 soorten)
- Albatrossen (Diomedeidae)
- Stormvogels en pijlstormvogels (Procellariidae)
- Stormvogeltjes (Hydrobatidae)

Pelecaniformes (Pelikaanachtigen of roeipotigen: wereldwijd; 57 soorten)
- Pelikanen (Pelecanidae)
- Genten (Sulidae)
- Aalscholvers (Phalacrocoracidae)
- Fregatvogels (Fregatidae)
- Keerkringvogels (Phaethontidae)

Charadriiformes (Steltloperachtigen: wereldwijd; 305 soorten, maar alleen de families die geclassificeerd worden als zeevogels.)
- Jagers (Stercorariidae)
- Meeuwen (Laridae)
- Sterns (Sternidae)
- Schaarbekken (Rhynchopidae)
- Alken (Alcidae)

Voor een alternatieve taxonomie van deze groepen zie ook de Sibley-Ahlquist taxonomie.